# نوکلا
نوکلا روستایی از توابعِ بخشِ مرکزی شهرستان قائم‌شهر دَر استان مازندران ایران است.
نوکلا در حال حاضر یک شهید گمنام دارد

## جمعیت
این روستا در بالاتجن قرار داشته و براساس آخرین سرشماری مرکز آمار ایران که در سال ۱۳۸۵ صورت گرفته، جمعیت آن ۴۲۷نفر (۴۲خانوار) بوده‌است.